# 1655년 콘클라베

사도좌 공석 상태에 있는 동안에 사용되는 성좌의 문장

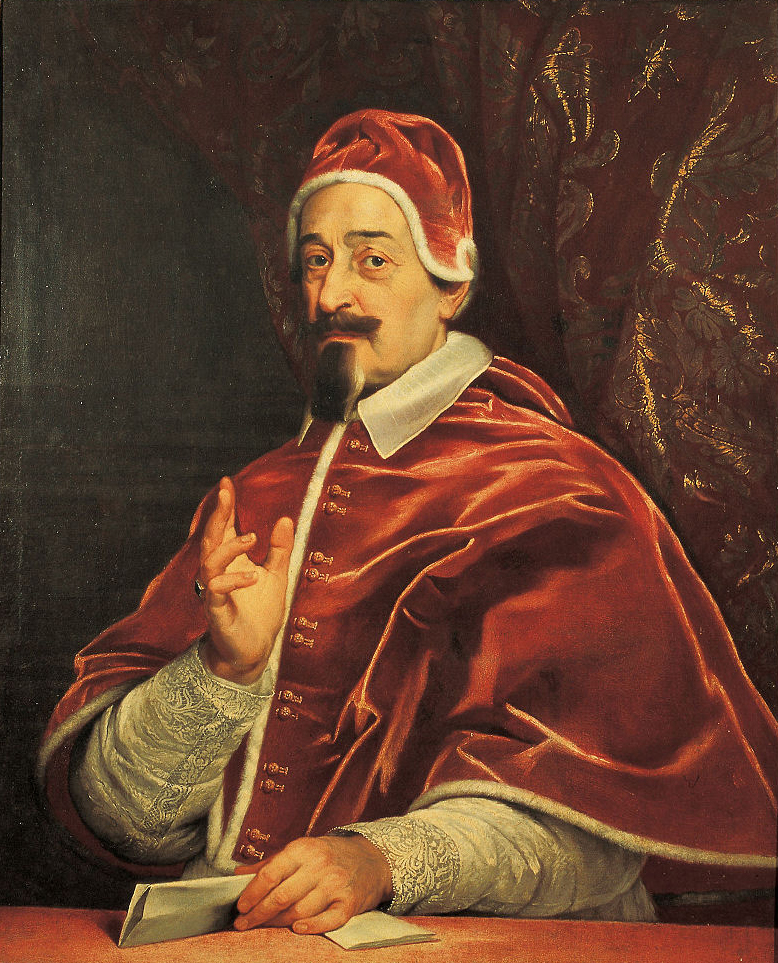
교황 선출자 알렉산데르 7세 (파비오 키지)

1655년 콘클라베는 제237대 교황을 선출하기 위해 진행된 콘클라베이다. 제236대 교황 인노첸시오 10세가 1655년 1월 7일에 선종한 이후에 새 교황을 선출하기 위해 진행된 선거이다.
1655년 1월 18일부터 4월 7일까지 3개월 가까이 투표가 진행되었으며 80명의 추기경이 투표에 참가하였다. 파비오 키지 추기경이 새 교황으로 선출되었으며 교황 이름은 알렉산데르 7세로 명명되었다.

## 추기경단
- 투표에 참가한 추기경: 80명
- 불참: 3명

## 주요 인사
- 수석 추기경: 카를로 데 메디치[1]
- 보조 추기경: 프란체스코 바르베리니